# Успехи физических наук
Успехи физических наук (УФН) — російський науковий журнал, що публікує оглядові статті з актуальних проблем фізики. Заснований у 1918 році. Виходить 12 разів на рік.
УФН є одним із найпрестижніших російських журналів. Імпакт-фактор за 2010 рік — 2,245.